# باربارا (بازیکن فوتبال)
باربارا (پرتغالی: Bárbara؛ زادهٔ ۴ ژوئیهٔ ۱۹۸۸) بازیکن فوتبال زن اهل برزیل است.
از باشگاه‌هایی که در آن بازی کرده‌است می‌توان به اشاره کرد.
وی همچنین در تیم ملی فوتبال زنان برزیل بازی کرده‌است.
وی در مسابقات کشوری و بین‌المللی در مجموع برندهٔ ۱ مدال طلا، ۱ مدال نقره شده‌است.